# Rue Gaston-Auguet
La rue Gaston-Auguet est une voie du 18e arrondissement de Paris, en France.

## Situation et accès
La rue Gaston-Auguet est une voie publique située dans le 18e arrondissement de Paris. Elle débute au 111, rue des Poissonniers et se termine au 38, rue Boinod. La rue longe le square Henri-Sauvage.

## Origine du nom
Elle porte le nom de Gaston Auguet (1904-1986), conseiller municipal, député de la Seine et vice-président de l'Assemblée Nationale.

## Historique
La voie est créée dans le cadre de l'aménagement du secteur opérationnel Simplon-Amiraux sous le nom provisoire de voie CA/18 et prend sa dénomination actuelle par arrêté municipal du 21 février 2006. 